# 宿毛線
宿毛線（日语：／ Sukumo sen */?）是一條由土佐黑潮鐵道營運的鐵道路線。路線由高知縣四萬十市的中村站至宿毛市宿毛站。
此路線早於日本國有鐵道時代已經被規劃，當年的計劃是由中村站一直伸延至愛媛縣宇和島市的宇和島站，再沿予讚線通至八幡濱市的八幡濱站。1972年，中村至宿毛一段首先開工，但1980年日本國鐵出現財政困難，引致推出國鐵再建法，建議將所有日均搭客量少於4000人的路線取消，而宿毛線也因為預計乘客量不能達標，遂於1981年被迫停工。後來土佐黑潮鐵道成立，再向日本當局申請興建許可，批准後於1987年重新開工，再經歷一些修改後，整段路段終於在1997年完工通車。前後足足花上25年。
至於本來計劃的宿毛至宇和島，目前為止仍未有任何計劃興建，情況就如阿佐海岸鐵道阿佐東線伸延段的情況相近。

## 路線資料
- 路線距離（營業距離）：23.6公尺
- 軌距：1,067毫米（窄軌）
- 站數：8個（包括起終點站）
- 複線路段：沒有（全線單線）
- 電氣化路段：沒有（全線非電氣化（日语：非電化））
- 閉塞方式：單線自動閉塞式
  - CTC、PRC（日语：自動進路制御装置）[注釋 1]
- 可交會車站：1個（有岡）
- 最高速度：120公里/小時
- 最小曲線半徑：350公尺
- 最大坡度：25 ‰

## 列車種類

### 特急列車
相比中村線，行經宿毛線的優等列車班次較少，班次相距時間也很長。2014年時間表改正後，只剩下上行2班及下行1班能直通宿毛線。其中1來回班次開往岡山，另外晚上班次開往高知。
取以代之是利用普通列車接駁至中村站再轉特急列車，雖然車程時間上稍長，但好處是每一個車站的乘客都可以照顧得到，而班次又與自中村開訖的特急列車對應，接駁時間大約也只需3-8分鐘之內，最長的一班亦只須等候15分鐘。
特急列車只停靠中村站、平田站及宿毛站。

### 普通列車
全為單人駕駛，停靠各車站，每天對開13個班次，其中上下行合共有7班次是直通中村線至窪川的。

## 車站列表
所有車站都位於高知縣。
| 車站編號 | 中文站名 | 日文站名 | 英文站名 | 站間距離 | 營業距離 | 接續路線                     | 所在地   |
| -------- | -------- | -------- | -------- | -------- | -------- | ---------------------------- | -------- |
| TK40     | 中村     |          |          | -        | 0.0      | 土佐黑潮鐵道：中村線（TK40） | 四萬十市 |
| TK41     | 具同     |          |          | 3.2      | 3.2      |                              | 四萬十市 |
| TK42     | 國見     |          |          | 3.0      | 6.2      |                              | 四萬十市 |
| TK43     | 有岡     |          |          | 5.4      | 11.6     |                              | 四萬十市 |
| TK44     | 工業團地 |          |          | 3.1      | 14.7     |                              | 宿毛市   |
| TK45     | 平田     |          |          | 0.6      | 15.3     |                              | 宿毛市   |
| TK46     | 東宿毛   |          |          | 6.9      | 22.2     |                              | 宿毛市   |
| TK47     | 宿毛     |          |          | 1.4      | 23.6     |                              | 宿毛市   |

- 沿車站編號順序記述。正式起點是宿毛站